# 今井寿道
今井 寿道（いまい としみち、1863年11月12日（文久3年10月2日） - 1919年（大正8年）9月3日）は、日本聖公会・聖公会神学院の初代校長である。

## 経歴
幕末の江戸・芝で医師の今井玄斎の息子として生まれる。幼少期から漢学を修める。1876年（明治9年）神谷町の小学校助教をしていた頃に、英国聖公会福音宣布協会（SPG）のA・C・ショウ宣教師から英学を学び、ショウの聖教社（聖教舎）の課程を修めて、1881年（明治14年）に卒業する。
ショウの協力者として聖アンデレ教会で働く。1883年（明治16年）にSPGは、府中、本宿、川越への伝道を行うが、活動は今井寿道と多治見十郎が担った。翌1884年（明治17年）には北多摩地方は今井が属した東京・芝の聖アンデレ教会の伝道地域となり、今井によって定期的な出張が行われるようになる。1886年（明治19年）に聖教社の教頭兼幹事に就任。
1887年（明治20年）に日本聖公会組織成立総会より、第12回総会まで代議員として、日本聖公会の指導的な役割を果たす。1888年（明治21年）に執事としての按手礼を受ける。同年エドワード・ビカステス主教を助けて香蘭女学校を設立して初代校長になり、1903年（明治36年）まで同女学校の基礎を建て上げる。1889年（明治22年）からは聖安得烈学院の教授を兼務した。
1889年（明治22年）に創刊された『日曜叢誌』の編集を行った。後に、被差別部落問題を『日曜叢誌』にて取り上げ、被差別部落の伝道と救済のために、相愛伝道会(招友義会)を設立する。
また、1889年（明治22年）に司祭の按手礼を受ける。また、1894年（明治27年）には聖アンデレ教会主任牧師になり、1904年まで働く。1902年（明治35年）には聖教社神学校（現・聖公会神学院の前身の一つ）開校に携わり、初代校長に就任する。その間、『日本聖公会祈祷書』の審査委員、『古今聖歌集』改訂委員などを務め、聖公会礼拝書の基盤を作った。晩年には、目白聖公会を設立し、自給教会にする。

## 著作
- 『基督教沿革史 巻1・巻2』 - 国立国会図書館デジタルコレクション
- 『神学階梯』 - 国立国会図書館デジタルコレクション
- 『実践之教義』 - 国立国会図書館デジタルコレクション

### 翻訳
- 『聖公会政治要論』 - 国立国会図書館デジタルコレクション